# Płońsk

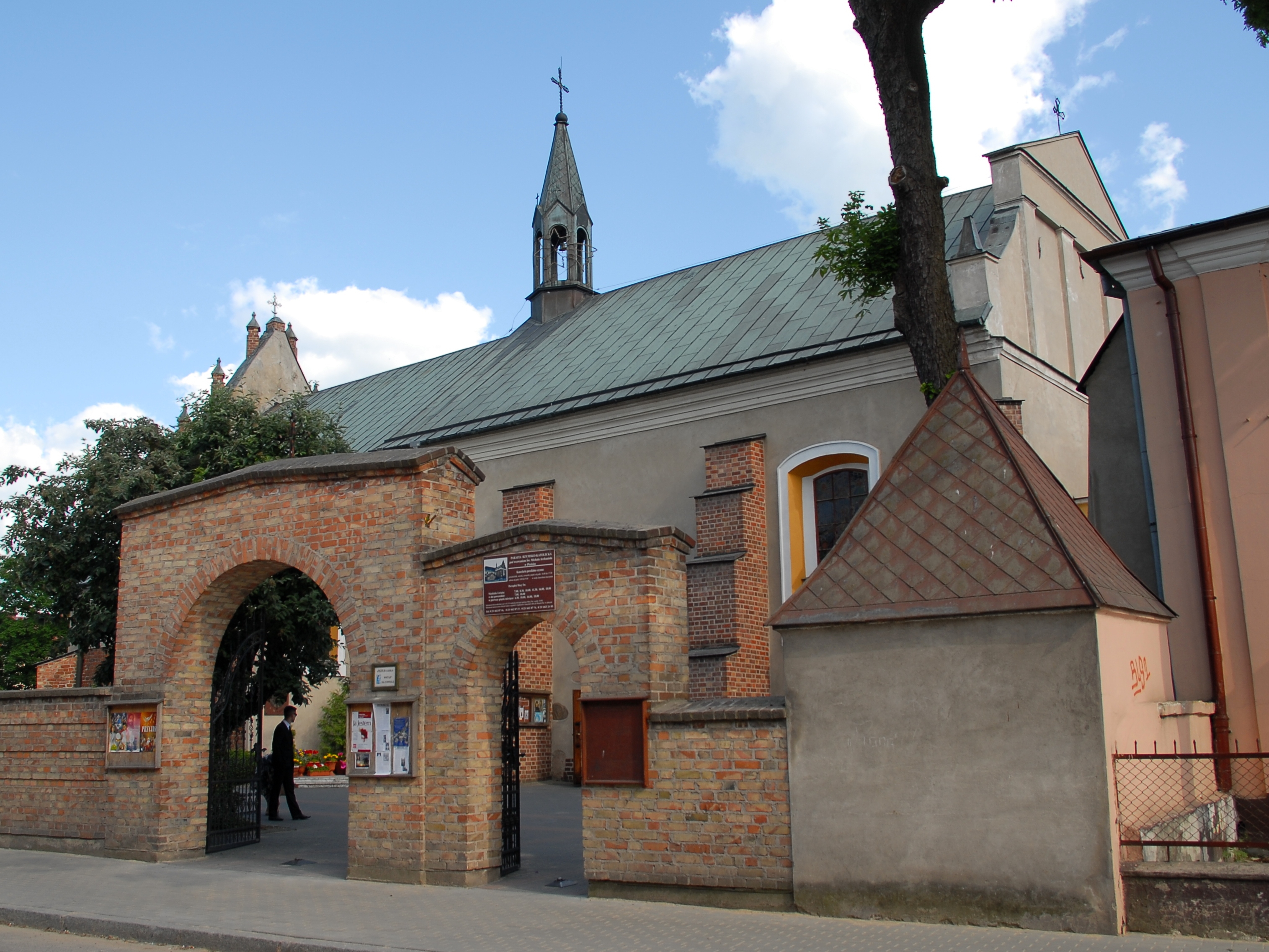
Płońsk

Płońsk /pwɔɲsk/ es una ciudad situada en el centro-norte de Polonia, sobre el río Płonka.

## Demografía
- Con alrededor de 21.591 habitantes (2022[2]).
- Área: 11,6 km² en 2022.
- Densidad: 1861,3 hab./km² (sobre una población de 21.591 hab.)

## Geografía
- Altitud: 100 metros.
- Latitud: 52º 37' 59" N
- Longitud: 020º 22' 59" E
- Según la investigación arqueológica, la fortaleza de Płońsk se construyó a finales del siglo X dentro del estado polaco temprano. Se remonta a 1155 y es el primer registro histórico que confirma la existencia de Płońsk. En torno al castillo se formó un grupo de habitantes, la mayoría de los cuales inicialmente trabajaban en la tierra. Como resultado de la fragmentación de la Polonia medieval gobernada por Piast, formó parte de los ducados de Masovia y Płock, y luego fue una ciudad real de la Corona polaca, ubicada administrativamente en el voivodato de Płock en la provincia de Gran Polonia de Polonia. Corona. En 1400, Siemowit IV de Masovia, le otorgó derechos de ciudad bajo la ley de Chełmno, luego comerciantes y artesanos comenzaron a llegar a la ciudad. A principios del siglo XX, la población de 10,000 estaba dividida por igual entre polacos y judíos. Fue un centro de la industria de la confección. [2] Los judíos vivían principalmente dentro de la ciudad, mientras que los polacos estaban más dispersos y tendían a vivir en el campo. Muchos de los residentes judíos de Płońsk emigraron a Palestina por razones sionistas, impulsados por la idea de reconstruir la patria judía.*

## Personajes Célebres
- David Ben-Gurión, 1.er primer ministro de Israel.